# Тегирий
Тегирий (на старогръцки: Τεγύριος, Tegyrios) в гръцката митология е цар на траките.
Той приема при себе си изгонения Евмолп, чийто син Исмар се жени за дъщеря му. Когато Евмолп иска да го свали от трона е изгонен от Тегирий от страната.
При умирането си Тегирий му прощава и му завещава своето царство.